# Earth (Vangelis)
Earth è il secondo album in studio del musicista greco Vangelis, pubblicato nel 1973 dalla Vertigo Records.

## Il disco
L'album è un primo esempio del genere progressive rock che andò sviluppandosi nei primi anni settanta, nonostante in esso siano presenti brani di carattere New Age, come We Were All Uprooted, dove Vangelis fa largo uso del Mellotron. Abbondanti sono anche le influenze etniche, come il sound di ispirazione indiana di Ritual.
I testi, scritti da Richelle Dassin e quasi tutti di senso astratto, vennero eseguiti da un gran numero di cantanti, tra cui un coro interamente maschile in He-O e Let it Happen, ed il tenore Robert Fitoussi (meglio noto come F.R. David).
Molti critici videro l'album come una progressione diretta dei materiali che Vangelis sperimentò nella sua band, gli Aphrodite's Child. Infatti, solo dal suo album successivo, Heaven and Hell, l'elettronica cominciò ad avere il ruolo principale e il sound tipico del musicista iniziò a formarsi.
Diversamente dalla gran parte dei successivi lavori del musicista, questo album non venne rimasterizzato in CD fino al 1996, quando ne fu messa in commercio una versione nella sola Grecia.

## Tracce
Tutte le tracce sono state composte da Vangelis.
1. Come On – 2:09
2. We Were All Uprooted – 6:51
3. Sunny Earth – 6:41
4. He-O – 4:12
5. Ritual – 2:45
6. Let it Happen – 4:19
7. The City – 1:14
8. My Face in the Rain – 4:23
9. Watch Out – 3:02
10. A Song – 3:28

## Musicisti
- Vangelis - sintetizzatori, Mellotron, drum machines, percussioni, voce di sfondo, flauto, Tabla
- Anargyros Koulouris - chitarra, voce di sfondo, liuto
- Robert Fitoussi - basso, voce in Come On, He-O, Let it Happen, My Face in the Rain